# Russell Simpson
Pour les articles homonymes, voir Simpson.

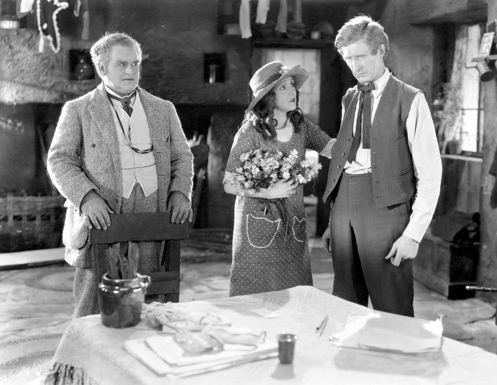
De g. à d. : Lionel Belmore, Laurette Taylor et Russell Simpson, dans Peg o' My Heart (1922)

Russell Simpson est un acteur américain, de son nom complet Russell McCaskill Simpson, né à Danville (Californie, États-Unis) le 17 juin 1880, mort à Los Angeles — Woodland Hills — (Californie, États-Unis) le 12 décembre 1959.

## Biographie
Au théâtre, Russell Simpson joue à Broadway dans une pièce en 1909 et une opérette en 1912.
Il débute en 1914 au cinéma et y apparaît dans plus de deux cents films (dont plus de soixante-dix films muets) jusqu'en 1959, avec Les Cavaliers de John Ford, pour lequel il tourne au total dix films.
À la télévision, il se produit dans quelques séries de 1951 à 1959.

## Filmographie partielle

### Au cinéma
- 1914 : The Virginian de Cecil B. DeMille
- 1918 : Rêve brisé (A Weaver of Dreams) de John H. Collins : Martin chandler
- 1919 : Le Secret de l'or (Desert Gold) de T. Hayes Hunter
- 1919 : Fighting Cressy de Robert Thornby : Hiram McKinstry
- 1919 : La Marque sanglante (The Brand) de Reginald Barker
- 1920 : La Galère infernale (Godless Men) de Reginald Barker
- 1920 : The Deadlier Sex de Robert Thornby
- 1922 : Peg de mon cœur (Peg o' My Heart) de King Vidor
- 1922 : Le Cœur humain (Human Hearts) de King Baggot
- 1922 : Le Train rouge (Hearts Aflame) de Reginald Barker
- 1923 : Desire de Rowland V. Lee
- 1923 : L'Enfant du cirque d'Edward F. Cline
- 1923 : The Huntress de John Francis Dillon et Lynn Reynolds
- 1925 : Les Orphelins de la mer (The Splendid Road) de Frank Lloyd
- 1925 : Un grand timide (The Narrow Street) de William Beaudine
- 1926 : Lovey Mary de King Baggot
- 1927 : Now We're in the Air de Frank R. Strayer
- 1928 : La Piste de 98 (The Trail of '98) de Clarence Brown
- 1928 : The Bushranger de Chester Withey
- 1929 : La Chanson de Paris de Richard Wallace
- 1929 : Voisins ennemis (Noisy Neighbors) de Charles Reisner
- 1930 : Man to Man d'Allan Dwan
- 1930 : Abraham Lincoln de D. W. Griffith
- 1930 : Billy the Kid de King Vidor
- 1931 : La Courtisane (Susan Lenox : Her Fall and Rise) de Robert Z. Leonard
- 1932 : Ombres vers le sud (Cabin in the cotton) de Michael Curtiz
- 1932 : Fille de feu (Call Her Savage) de John Francis Dillon
- 1932 : The Famous Ferguson Case de Lloyd Bacon
- 1933 : The Power and the Glory de William K. Howard
- 1934 : Three on a Honeymoon de James Tinling
- 1934 : Le Monde en marche (The World moves on) de John Ford
- 1935 : Paddy O'Day de Lewis Seiler
- 1936 : Ramona de Henry King
- 1936 : Back to Nature de James Tinling
- 1936 : San Francisco de W. S. Van Dyke
- 1936 : The Crime of Dr. Forbes de George Marshall
- 1937 : That I May Live d'Allan Dwan
- 1938 : La Bataille de l'or (Gold Is Where You Find It) de Michael Curtiz
- 1939 : Sur la piste des Mohawks (Drums along the Mohawk) de John Ford
- 1939 : Monsieur Smith au Sénat (Mr. Smith goes to Washington) (non crédité) de Frank Capra
- 1939 : Vers sa destinée (Young Mister Lincoln) (non crédité) de John Ford
- 1940 : La Caravane héroïque (Virginia City) de Michael Curtiz
- 1940 : Les Raisins de la colère (The Grapes of Wrath) de John Ford
- 1940 : Les Déracinés (Three Faces West) de Bernard Vorhaus
- 1940 : L'Odyssée des Mormons (Brigham Young) d'Henry Hathaway
- 1941 : La Route au tabac (Tobacco Road) de John Ford
- 1941 : L'Étang tragique (Swamp Water) de Jean Renoir
- 1941 : Le Dernier des Duane (Last of the Duanes) de James Tinling
- 1941 : Citadel of Crime de George Sherman
- 1941 : L'Homme de la rue (Meet John Doe) (non crédité) de Frank Capra
- 1941 : L'Appel du Nord (Wild Geese Calling) de John Brahm
- 1942 : Les Écumeurs (The Spoilers) de Ray Enright
- 1942 : Tennessee Johnson de William Dieterle
- 1944 : L'Amazone aux yeux verts (Tall in the Saddle) d'Edwin L. Marin
- 1944 : Révolte dans la vallée (Roaring Guns) de Jean Negulesco
- 1945 : Les Sacrifiés (They were expendable) de John Ford et Robert Montgomery
- 1945 : Le Grand Bill (Along came Jones) de Stuart Heisler
- 1945 : La Blonde incendiaire (Incendiary Blonde) (non crédité) de George Marshall
- 1945 : Roughly Speaking de Michael Curtiz
- 1946 : La Poursuite infernale (My Darling Clementine) de John Ford
- 1947 : L'Heure du pardon (The Romance of Rosy Ridge) de Roy Rowland
- 1948 : Le Sang de la terre (Tap Roots) de George Marshall
- 1948 : Jeanne d'Arc (Joan of Arc) (non crédité) de Victor Fleming
- 1948 : La Descente tragique (Albuquerque) de Ray Enright
- 1949 : La Belle Aventurière (The Gal Who Took the West) de Frederick de Cordova
- 1950 : Le Convoi des braves (Wagon Master) de John Ford
- 1951 : Au-delà du Missouri (Across the Wide Missouri) (non crédité) de William A. Wellman
- 1951 : Deux Nigauds chez les barbus (Comin' Round the Mountain) de Charles Lamont
- 1952 : L'Étoile du destin (Lone Star) de Vincent Sherman
- 1953 : Le soleil brille pour tout le monde (The Sun shines bright) de John Ford
- 1954 : Les Sept Femmes de Barbe-Rousse (Seven Brides for Seven Brothers) de Stanley Donen
- 1954 : La Lance brisée (Broken Lance) (non crédité) d'Edward Dmytryk
- 1955 : Quand le clairon sonnera (The Last Command) de Frank Lloyd
- 1955 : Oklahoma ! (non crédité) de Fred Zinnemann
- 1955 : L'Aventure fantastique (Many Rivers to Cross) (non crédité) de Roy Rowland
- 1956 : La Loi du Seigneur (Friendly Persuasion) (non crédité) de William Wyler
- 1959 : Les Cavaliers (The Horse Soldiers) de John Ford

### À la télévision
- 1957 : La Grande Caravane (Wagon Train), Saison 1, épisode 4 The Ruth Owens Story de Robert Florey

## Théâtre (à Broadway)
- 1909 : Two Women and that Man, pièce de Henry D. Carey
- 1912 : Le Comte de Luxembourg (The Count of Luxembourg), opérette, musique de Franz Lehár, livret adapté par Glen McDonough, nouveaux lyrics d'Adrian Ross et Basil Hood